# Auguste Félix Bauer
 (mai 2018).
Si vous disposez d'ouvrages ou d'articles de référence ou si vous connaissez des sites web de qualité traitant du thème abordé ici, merci de compléter l'article en donnant les références utiles à sa vérifiabilité et en les liant à la section « Notes et références ».
Pour les articles homonymes, voir Bauer.
Auguste Félix Bauer, né le 16 avril 1854 à Lyon et mort dans la même ville le 6 décembre 1933, est un peintre français. 

## Biographie
Auguste Félix Bauer est né à Lyon le 16 avril 1854 au 33, quai Saint-Vincent, rive Saône. Bauer n’a jamais quitté cette rive de sa vie. 
Il descend d'une lignée d’artistes musiciens. Son arrière-grand-père était maître-organiste de la cathédrale de Strasbourg. Son aïeul, était musicien de profession à Lyon et comptait parmi les meilleurs virtuoses de l’archet. Son père, Joseph Bauer, est quant à lui amateur de violon. Il a organisé des quatuors symphoniques en collaboration avec d'autres artistes qui ont laissé un nom estimé dans l’art instrumental lyonnais.
Enfant, Bauer fait ses études au collège de la rue de la Bourse, actuel lycée Ampère. Il y a acquis de solides instructions secondaires bien qu'il ne soit pas allé jusqu’au baccalauréat. Dans ses jeunes années, il accomplit son noviciat à l’abbaye de Lérins. De retour à Lyon, il commence une carrière professionnelle dans le commerce de la soie, qu'il abandonne pour se tourner vers la peinture de portraits, essentiellement de figures historiques, de paysages et de natures mortes. Lors de ses débuts dans le milieu artistique, le peintre occupe les ateliers du quai Pierre-Scize, aux numéros 58 et 120 de la rue Saint-Georges. À cette époque, il est successivement l'élève de trois grands peintres : Jean-Paul Laurens, Albert Maignan et Joseph Bail. 
Il entre ainsi à l'atelier de Louis Guy, entre 1868 et 1869, où il reste trois ans. En 1879, il rejoint l’atelier de Joanny Domer. Quelques mois plus tard, il rencontre le portraitiste Jean Scohy auquel il voue une grande admiration tout au long de sa vie. C'est à ses côtés qu'il se perfectionne dans la science du dessin. 
De 1881 à 1902, il est animateur du groupe des imagiers. Lorsqu’il s'agit de se réunir, l'invitation consiste en un dessin que chacun des membres doit réaliser à tour de rôle, pour être ensuite reproduit par le groupe, mécaniquement. 
À partir de 1888, les portraits au fusain d'Auguste Felix Bauer figurent au Salon des artistes français à Paris. Parmi eux, on retrouve Edouard V et Le Duc d'York à la tour de Londres, qui lui valent la mention honorable en 1912. En 1894, il obtient la médaille d'honneur avec son tableau représentant Rousseau et sa jeune maîtresse Mme de Warens. Puis, après avoir exposé quelques-unes de ses œuvres chez sa devancière, la Société des amis des arts de Lyon, il crée la Société lyonnaise des beaux-arts et, en remplacement du peintre Jean-Baptiste Poncet, il en devient le président en 1899 aux côtés de Francisque Faon. Bauer est finalement élu unique président, sept ans plus tard, à l'élection du bureau qui suivit l'assemblée générale. Désormais, il est à la tête du premier groupement artistique de province.
Bauer est un homme très apprécié et reconnu des Lyonnais de l’époque. Il est surnommé « le directeur ». Il a obtenu d'Édouard Herriot, maître de Lyon, l’autorisation d’occuper le Palais municipal pour l’organisation du Salon lyonnais. Lors de son installation, il découvre que les lieux avaient été promis par les services municipaux à l’installation de la foire annuelle. Il se rend au palais du Commerce pour montrer son mécontentement et reçoit en guise de dédommagement une somme de 2 000 francs.
Il démissionne ensuite pour des raisons de santé et cède la place à son ami et vice-président Tony Tollet. Il garde toujours un œil bienveillant sur l’organisation. À sa démission, il reçoit son portrait, une plaquette de bronze par Marcel Renard, un jeune statuaire lyonnais, pour commémorer son quart de siècle de gestion exemplaire.
Il meurt à Lyon le 6 décembre 1933 et est inhumé dans la même ville au cimetière de Loyasse.

## Œuvres
- Rousseau et sa jeune maîtresse Mme de Warens, localisation inconnue.
- Edouard V, localisation inconnue.
- Le Duc d'York à la tour de Londres, localisation inconnue.
- Les Années Rousseau, localisation inconnue.
- La Leçon d'enluminure, Salon de 1892, huile sur toile, 1,39 × 0,99 m, Beauvais, MUDO - Musée de l'Oise.
- Le Baiser de la reine à Alain Chartier, fusain et rehauts de blanc sur papier verdâtre, 2,20 × 3 m, localisation inconnue..